# 児童ポルノ単純所持規制条例
児童ポルノ単純所持規制条例（じどうポルノたんじゅんしょじきせいじょうれい）は、児童ポルノの単純所持を規制する条例である。

## 概要
1999年に児童ポルノ禁止法が制定・施行された際に、児童ポルノについて頒布し、販売し、業として貸与し、又は公然と陳列することについて刑事罰が規定され、前述の目的で所持することについても刑事罰が規定された。しかし、前述の目的に該当しない児童ポルノの所持（単純所持）は刑事罰の対象外であった。
そこで2005年から2013年にかけて、児童ポルノの単純所持に関して刑事罰を規定する条例が制定された。
2014年6月に児童ポルノの単純所持に刑事罰を規定する児童ポルノ禁止法改正案は成立し、2015年7月に刑事罰規定が施行された。それを受け、各地方自治体は児童ポルノ単純所持規制条例を廃止した。

## 各地方自治体の条例
奈良県条例
奈良県では2004年に発生した奈良小1女児殺害事件の犯人が小児性愛者であったことをきっかけに、13歳に満たない「子どもポルノ」の単純所持を禁止し、違反者には30万円以下の罰金または拘留、科料に処すると規定する「子どもを犯罪の被害から守る条例」が2005年7月に制定され、同年10月に刑事罰規定が施行された。「子どもポルノ」については年齢が13歳未満である他は児童ポルノ禁止法（2014年改正前のもの）による「児童ポルノ」の定義と同一である。
2005年11月1日に奈良県生駒市在住の男が11歳女児の出演したポルノDVDを自宅に所持していたとして、同条例が初めて適用されて同年12月19日に略式起訴され罰金5万円が言い渡された。
京都府条例
京都府では2010年に知事選挙で三選した山田啓二が選挙公約で「日本で一番厳しい児童ポルノ規制条例」の制定を掲げていたことがきっかけで、「児童ポルノ」の単純所持に刑事罰を規定した「京都府児童ポルノの規制等に関する条例」が2011年10月に制定され、2012年1月に刑事罰規定が施行された。なお破棄命令の対象となる「児童ポルノ」については「1号ポルノ」「2号ポルノ」はそのまま対象であるが、「3号ポルノ」は条件付きで対象となっている。また13歳未満のわいせつ画像や動画の購入、および有償でインターネットからダウンロードして保存する行為について、1年以下の懲役又は50万円以下の罰金が規定された。
2012年8月10日に京都府在住の3人について、13歳未満の女児が映るDVD計25枚（3万5100円）を千葉県松戸市の販売業者のサイトを通じて同年2月から5月にかけて購入した容疑で書類送検され、同条例の初適用と報道された。
栃木県条例
栃木県では13歳に満たない「子どもポルノ」の単純所持を禁止し、栃木県公安委員会違反者に破棄命令等を出すことができ、破棄命令等に従わない者については30万円以下の罰金に処すると規定する「栃木県子どもを犯罪の被害から守る条例」が2013年3月に制定され、同年7月に刑事罰規定が施行された。